# ミヘイル・バブナシュヴィリ
ミヘイル・バブナシュヴィリ（グルジア語: მიხეილ ბაბუნაშვილი、Mikheil Babunashvili、1996年5月31日 - ）は、ラグビー・ヨーロッパ・スーパーカップ、ブラックライオンに所属するラグビーユニオン選手。

## プロフィール
- ジョージア・クタイシ出身[1]。
- ポジションはロック(LO)、フランカー(FL)。
- 身長 195cm、体重 115kg
- U20ジョージア代表に選ばれたことがある[2]。
- ジョージア代表キャップは8（2024年7月現在）でラグビーワールドカップ2023のジョージア代表に選ばれた[3]。

## 略歴
RCアイア・クタイシを経て、2021年、ブラックライオンに加入。 